# 155 mm/50 Model 1920
155 mm/50 Model 1920 е корабно артилерийско оръдие с калибър 155 mm разработено и произвеждано във Франция. Състои на въоръжение във ВМС на Франция. Става първото във Франция морско оръдие с калибър 155 mm. Предназначено е за въоръжение на леките крайцери. Тези оръдия се носят от леките крайцери тип „Дюге Труен“, а също учебния крайцер „Жана д’Арк“ и самолетоносачът „Беарн“.

## История на създаването
Калибърът 155 mm по-рано не е използван във френския флот. До края на Първата световна война французите предпочитат необичайните за световната практика калибри 138 mm и 164 mm. Оръдието 155 mm/50 Model 1920 е разработено специално за леките крайцери от типа „Дюге Труен“ на основата на армейска артсистема. Това трябвало да облекчи снабдяването с боеприпаси.

## Конструкция
155 mm/50 Model 1920 се състои от вътрешна тръба, лайнер, двоен кожух и укрепващ пръстен. Оръдието има бутален затвор, отварящ се нагоре.